# Éditions Hurlevent
Pour les articles homonymes, voir Hurlevent.
Les Éditions Hurlevent sont une maison d'édition indépendante française, fondée en 2022 par Sarah Abel, Alexia Vandevelde et Marion Juin-Semet. Elles publient majoritairement des romans historiques et des romans gothiques.

## Historique
Les Éditions Hurlevent sont fondées le 1er avril 2022 sous la forme d'une SAS par Sarah Abel, Alexia Vandevelde et Marion Juin-Semet, alors déjà connues dans la sphère littéraire en ligne (notamment Bookstagram). Elles sont dirigées par Sarah Abel et basées dans l'aire d’attraction de Dijon,. Le nom de la maison d'édition est une référence au roman Les Hauts de Hurlevent d'Emily Brontë.
Les Éditions Hurlevent revendiquent, à leur création, une ligne éditoriale tournée vers une ambiance similaire à celle des « grands classiques de la littérature anglaise ». Elles publient majoritairement des romans gothiques, des romances et des romans historiques. Elles n'impriment que des livres reliés (couverture rigide),.
Le jour du lancement de leur compte instagram, les Éditions Hurlevent gagnent 1000 abonnés. Trois mois plus tard, le compte de la maison d'édition comptabilise 3200 abonnés. Au printemps 2022, elles lancent un appel à manuscrits et reçoivent plus de 150 soumissions.
Le 10 janvier 2024, les Éditions Hurlevent lancent un concours de synopsis, dont le gagnant remporte un accompagnement éditorial et la publication de son ouvrage.

## Publications
Leur première parution, Le Chœur singulier de Milly Davis, est le deuxième roman de S. A. Yarmond (nom de plume de Sarah Abel),,. 400 exemplaires sont vendus durant les précommandes. Fin 2022, elles publient Des Cendres sur tes mains, premier roman de Nora Lake. Le 20 juin 2024, elles publient le quatrième roman de Nora Lake, Les Larmes de l'Asphodèle.
En 2025, les Éditions Hurlevent publient Sous le marbre, la révolte de Juliette Galliani. Le roman est présélectionné pour le prix Hors Concours 2025, l'un des plus prestigieux prix littéraires consacrés à l’édition indépendante,.